# Williams F1 Team Driver
Williams F1 Team Driver es un videojuego de carreras de 2001 desarrollado por KnowWonder y publicado por THQ para Microsoft Windows.

## Jugabilidad
En este juego, el jugador avanza en los rangos desde conducir go kart hasta Fórmula 1600cc, Fórmula 3 y, finalmente, a Fórmula 1, para permitir que el jugador para siga la carrera profesional de un verdadero piloto de F1. El juego incluye 16 pistas internacionales, así como un creador de pistas personalizadas.

## Recepción
PC Games escribió: "Si quieres invertir tiempo en dominar un juego de carreras, no puedes equivocarte con Hot Wheels Williams F1 Team: Team Driver. A través de las cuatro clases, se le introduce poco a poco en el tema de la conducción y la configuración del vehículo. Con el juego de preguntas y respuestas entre el jugador y el mecánico, con el que incluso los aficionados más técnicos pueden crear una configuración utilizable, THQ ha conseguido incluso un verdadera innovación. Desgraciadamente, el comportamiento de los vehículos simulados es demasiado inestable: como uno no se sienta en el puesto de conducción y "siente" cómo el coche se aleja, constantemente mueve el vehículo más allá de sus límites técnicos y se sale de la pista con demasiada frecuencia. Estarás mejor con cualquier simulación de Fórmula 1 actual".
PC Action escribió: "En 16 pistas de carreras podrás acelerar con karts, coches de carreras F1600 y F3, así como con velocistas BMW. En el modo carrera tienes que avanzar desde piloto de karts hasta piloto de F1. En la carrera individual, sin embargo, eres libre de elegir tu vehículo. Gráficamente, WTD está al menos dos años por detrás de la competencia y el control catastrófico de los coches de F1 apenas evita un fracaso total en términos de jugabilidad".
Super Play escribió: "Uno piensa que un juego lanzado hoy debería poder ofrecer un poco más de aspectos estéticos que este título gris. De fondo se escucha rock anónimo, que se mezcla con el sonido de los motores de los coches. De hecho, el sonido es probablemente el punto fuerte del juego. Por lo demás, como dije, no ofrece mucha diversión. Quizás puedas disfrutar un poco más del juego si eres fanático de la F1. Pero ¿por qué conformarse con este título manso cuando hay tantos juegos de carreras mejores en el mercado? Juega a otra cosa".
Gamesmania.de escribió: "No asumo que Williams F1 Team Driver estuviera destinado a ser un juego de arcade, porque es demasiado realista para usar esa palabra. Mi consejo: espera a F1 2002 o Grand Prix 4. Obtendrás más por tu dinero".
GameStar escribió: "A excepción de los karts, el comportamiento de conducción de los coches parece malo: la implementación esponjosa no se puede considerar un juego de carreras de acción ni una simulación. Lo que más me gusta es el corredor de juguete F1 incluido de la serie Hot Wheels de Mattel. Pero es más barato sin el juego de mierda".